# Xin Xing
Xin Xing (chinois : 新星 ; signifiant « étoile ») était un panda géant femelle qui vivait dans le zoo de Chongqing en Chine. À sa mort le 8 décembre 2020, elle était la doyenne des pandas captifs avec un âge de 38 ans et 4 mois, l'équivalent de 110 années humaines.

## Biographie
Xin Xing est née en 1982 dans la réserve sauvage de la province du Sichuan, et est capturée dans le comté de Baoxing en 1983 avant d'être envoyée le 19 juin de la même année au zoo de Chongqing. Son année de naissance est fiable puisqu'elle a été capturée à l'âge de quelques mois seulement.
En 1988, après un accord scellé entre le zoo de Calgary au Canada et le zoo de Chongqing, deux pandas avaient être prêtés à Calgary de février à septembre 1988, notamment pour les célébrations autour des 15e Jeux olympiques d'hiver dans cette ville. La femelle Xin Xing, accompagnée de la femelle Xi Xi, sont les deux pandas qui ont voyagé vers le Canada. Initialement, les deux pandas prévus étaient la femelle Xi Xi, qui a fait partie du voyage, et le mâle Wei Lun, mais ce dernier développa peu avant son départ de Chongqing une infection à un œil et il fut remplacé par un autre panda, Xin Xing renommée pour l'occasion Qun Qun.
Elle était notamment décrite comme ayant un mauvais caractère et agressive par son gardien. 

### Record de longévité
Depuis la mort de la femelle Basi le 13 septembre 2017, Xin Xing était la doyenne des pandas captifs. 
Xin Xing avait égalisé en 2020 le record de longévité en captivité détenu par la femelle Jia Jia qui est morte à Hong Kong en octobre 2016 à l'âge estimé de 38 ans (elle avait été capturée dans le comté de Qingchuan en 1981 à l'âge estimé d'environ 3 ans).
L'animal avait fêté durant l'été 2020 son 38e anniversaire ce qui équivaudrait à 110 ans pour un être humain. Un événement avait été organisé symboliquement au zoo pour l'occasion le 16 août, une date qui ne correspond pas à son jour exact de naissance qui n'est pas connu puisqu'elle est née dans le milieu naturel. De nombreux fans étaient alors venus au zoo pour lui délivrer des messages de souhaits. Son poids fluctuait alors entre 90 et 100 kilogrammes et elle était en bonne santé malgré un peu d'hypertension comme fréquemment observé chez les pandas âgés. Elle avait notamment reçu un gâteau d'anniversaire, un bloc de glace avec des pastèques, des pommes et des feuilles de bambou, et des enfants de la ville étaient venus lui chanter un joyeux anniversaire.
Dans le passé, en plus de Xin Xing et Jia Jia, très peu de pandas captifs auraient atteint l'âge de 35 ans. Il faut ajouter la femelle Basi, capturée dans le milieu naturel en 1984 et dont l'année de naissance estimée était 1980 (sa date de naissance est approximative), qui est morte le 13 septembre 2017 au Fuzhou panda world à l'âge estimé de 37 ans. Ainsi que le mâle Du Du capturé en 1963 à l'âge d'un an et mort à l'âge d'environ 37 ans, le 22 juillet 1999, au zoo de Wuhan, dans la province du Hubei.
Il y a potentiellement quatre autres pandas qui auraient dépassé les 35 ans, mais comme ils avaient été capturés adultes, peu de fiabilité est accordée à leurs dates de naissance estimées. 

### Mort
Xin Xing meurt de vieillesse le mardi 8 décembre 2020 à 13 h 25. Son état de santé s'était détérioré depuis le 21 octobre, date à partir de laquelle elle était devenue léthargique et avait perdu l'appétit. Le lendemain elle a connu des problèmes respiratoires et de la toux, suivis à partir du 23 octobre de désordres abdominaux. Le zoo de Chongqing s'est entouré d'experts du centre de recherches et de conservation du Panda Géant et de médecins d'un hôpital local mais les efforts pour sauver la femelle âgée n'ont pas suffi. La nécropsie a montré qu'elle était morte des suites d'un dysfonctionnement multiple de ses organes.

## Progénitures et descendances
On compte dans le monde 153 descendants de cette femelle panda dans des zoos au Canada, à Taiwan ou encore aux États-Unis.
Xin Xing a donné naissance à dix petits au cours de sa vie de mère (ce qui est très rare pour un animal qui n’ovule qu’une fois par an au printemps) : la femelle Chuan Xing le 18 juillet 1992 (décédée en septembre 2016), à un petit qui n'a pas survécu le 1er août 1993, au mâle Chong Chong le 17 juillet 1994 (décédé à Shanghai en novembre 1997), au mâle Ling Ling le 25 août 1995 et qui est mort à Chongqing le 2 septembre 2020, à des jumeaux le 14 juillet 1997 qui n'ont pas survécu, au mâle Le Le le 18 juillet 1998 et qui vit au zoo de Memphis, à la femelle Shu Qing le 3 août 1999 qui vit à la base de Chengdu, et enfin à des jumeaux le 17 juillet 2002 dont l'aîné n'a vécu que neuf jours et la femelle Xiao Xiao qui est portée disparue à la suite du séisme de mai 2008 alors qu'elle vivait au centre de Wolong. Xin Xing est la grand-mère et arrière-grand-mère de très nombreux pandas.
Elle est notamment la grand-mère du mâle Tuan Tuan qui vit au zoo de Taipei (et donc l'arrière-grand-mère de Yuan Zai et Yuan Bao nés à Taipei) et du mâle Ri Ri qui vit au zoo d'Ueno à Tokyo au Japon (et donc l'arrière-grand-mère de Xiang Xiang née à Tokyo).